# Delavalia
Delavalia är ett släkte av kräftdjur. Delavalia ingår i familjen Miraciidae.
Släktet innehåller bara arten Delavalia longicaudata.